# Nikola Mijailović
Nikola Mijailović (in serbo Никола Мијаиловић?; Zemun, 15 febbraio 1982) è un ex calciatore serbo, di ruolo difensore.

## Carriera

### Club
Inizia la carriera nella squadra della sua città, l'FK Zemun, con cui debutta in prima squadra nel 1998. Dopo una sola stagione si trasferisce all'FK Sremčica, dove acquista maggiore esperienza, tanto da venire ingaggiato, nell'estate del 2002, dallo Železnik Belgrado, di cui diventa immediatamente uno dei punti di forza.
Nel 2003, dopo una sola stagione a Belgrado, si trasferisce in Polonia, al Wisła Cracovia, con cui vince due campionati polacchi.
Nel gennaio 2008 si trasferisce in Russia, al Chimki, ma nell'estate dello stesso anno viene acquistato dalla Stella Rossa.

### Nazionale
Ha partecipato, nel 2004, ai Campionati Europei Under-21 2004, con la Nazionale di calcio della Serbia e Montenegro Under-21, arrivando in finale perdendo contro l'Italia.

## Palmarès

### Club

#### Competizioni nazionali
- Campionato polacco: 2

Wisła Cracovia: 2003-2004, 2004-2005